# Presidente della Transnistria
Il presidente della Transnistria (titolo ufficiale: presidente della Repubblica Moldava della Transnistria; in romeno: Președintele Republicii Moldovenești Nistrene, in moldavo: Прешединтеле Републичий Молдовенешть Нистрене, in russo: Президент Приднестровской Молдавской Республики, in ucraino: Президент Придністровської Молдавської Республіки) è la massima autorità politica dell'entità territoriale sorta dalle ceneri della RSS Moldava sulla riva sinistra del fiume Nistro (da cui il nome e la bandiera) e autoproclamatosi Stato secessionista filorusso dalla Repubblica di Moldavia, ma non riconosciuto dalla comunità internazionale.
Per poter essere eletto presidente, rimanendo in carica per un mandato di cinque anni, il candidato deve avere più di 35 anni, essere cittadino transnistriano da almeno 10 anni e risiedere nella Repubblica. Le elezioni avvengono a scrutinio segreto con suffragio universale egualitario e diretto di tutti cittadini della Repubblica che abbiano compiuto almeno 18 anni il giorno delle elezioni.
L'attuale presidente è Vadim Krasnosel'skij, dal 16 dicembre 2016. È stato eletto alle elezioni del 2016 e rieletto a quelle del
2021.

## Poteri
Secondo l'art. 70-71 della Costituzione della Transnistria, il Presidente della Repubblica:
- è garante della Costituzione e delle leggi della Transnistria, dei diritti e delle libertà dell'uomo e del cittadino, assicura l'esatta attuazione della Costituzione e delle leggi;
- adotta misure per proteggere la sovranità della Repubblica, la sua indipendenza e integrità territoriale, assicura il funzionamento coordinato e l'interazione di tutte le autorità statali;
- sviluppa il concetto di politica interna ed estera dello Stato e adotta misure per la sua attuazione;
- rappresenta la Transnistria all'interno del paese e nelle relazioni internazionali;[1]
- determina i poteri del Vicepresidente della Transnistria;
- è il comandante in capo delle forze armate della Transnistria e prende tutte le misure legali volte a rafforzare le capacità di difesa della Repubblica;
- nei casi previsti dalla Costituzione, impone la legge marziale sul territorio della Repubblica con notifica immediata al Consiglio supremo.

Il "presidente" ha il diritto di concedere la grazia, decidere sulla questione della cittadinanza, concedere l'asilo politico, stabilire onorificenze e stabilire gradi.

## Elenco

### Capi di Stato non presidenziali
| N°  | Ritratto                    | Capo di Stato (Nascita–Morte) | Position                                  | Mandato          | Mandato          | Partito      | Partito |
| N°  | Ritratto                    | Capo di Stato (Nascita–Morte) | Position                                  | Inizio           | Fine             | Partito      | Partito |
| --- | --------------------------- | ----------------------------- | ----------------------------------------- | ---------------- | ---------------- | ------------ | ------- |
| 1   |                             | Igor Smirnov (1941)           | Presidente del Soviet Supremo provvisorio | 3 settembre 1990 | 29 novembre 1990 | PCUS         |         |
| (1) | Presidente della Repubblica | Igor Smirnov (1941)           | 29 novembre 1990                          | 29 agosto 1991   | Indipendente     |              |         |
| —   | Presidente della Repubblica |                               | Andrey Manoylov (1945–1995) (ad interim)  | 29 agosto 1991   | 1º ottobre 1991  | Indipendente |         |
| (1) | Presidente della Repubblica |                               | Igor Smirnov (1941)                       | 1º ottobre 1991  | 3 dicembre 1991  | Indipendente |         |

### Presidenti
| N° | Ritratto | Presidente                  | Mandato          | Mandato          | Partito                     | Vicepresidente(i)                                                                         |
| N° | Ritratto | Presidente                  | Inizio           | Fine             | Partito                     | Vicepresidente(i)                                                                         |
| -- | -------- | --------------------------- | ---------------- | ---------------- | --------------------------- | ----------------------------------------------------------------------------------------- |
| 1  |          | Igor Smirnov (1941)         | 3 dicembre 1991  | 30 dicembre 2011 | Indipendente poi Obnovlenie | Alexandru Caraman (1990–2001) Sergey Leontiev (2001–2006) Aleksander Korolyov (2006–2011) |
| 2  |          | Evgenij Ševčuk (1968)       | 30 dicembre 2011 | 15 dicembre 2016 | Indipendente                | vacante                                                                                   |
| 3  |          | Vadim Krasnosel'skij (1970) | 16 dicembre 2016 | in carica        | Obnovlenie                  | vacante                                                                                   |